# Attnang-Puchheim
Attnang-Puchheim is een gemeente in de Oostenrijkse deelstaat Opper-Oostenrijk, gelegen in het district Vöcklabruck. De gemeente heeft ongeveer 8800 inwoners.

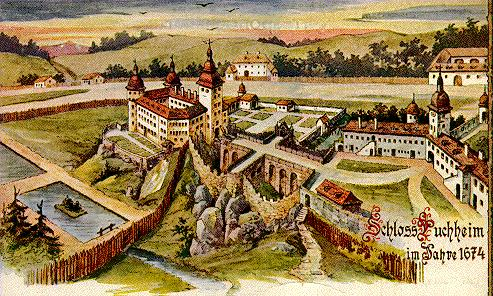
Puchheim in het jaar 1674

## Geografie
Attnang-Puchheim heeft een oppervlakte van 12,32 km². De gemeente ligt in het zuidwesten van de deelstaat Opper-Oostenrijk. Het ligt ten noordoosten van de deelstaat Salzburg en ten zuiden van de grens met Duitsland.
- Gemeinsame Normdatei: 4314408-1
- Library of Congress Control Number: n91008807
- MusicBrainz: f509cd7b-625f-4b26-b5bf-ce0ee488d63c
- Nationale Bibliotheek van Israël: 987007565241505171
- Virtual International Authority File: 145552050
- WorldCat: E39PBJgRWxpMhb7xjpYmMYg3Qq